# Исторически парк Фимай
Историческият парк „Фимай“ (на английски: Phimai Historical Park; на тайски: ปราสาทหินพิมาย) е сред най-големите кхмерски обекти и храмове на Тайланд. Намира се в град Фимай, провинция Након Ратчасима.
Храмът в историческия парк Фимай бележи единия край на Древната кхмерска магистрала от Ангкор с дължина 225 км. Площта му е подобна на тази на Ангкор Ват. Градът е бил важно средище в Кхмерската империя. Повечето сгради са от края на XI до края на XII век, построени в стила на Бапуон, Байон и Ангкор Ват. Храмът е построен като будистки храм, тъй като жителите на областта Корат са били будисти още през 7 век. Надписите в храма назовават града като „Vimayapura“ (означаващо град Вимая), което впоследствие се е превърнало в тайландското име Фимай.
Град Фимей е бил важен център по времето на Кхмерската империя, а храмът, разположен в центъра на града, е бил един от основните кхмерски храмове в древен Тайланд. След падането на Аютхайското кралство през 1767 г. се правят опити за създаване на пет отделни държави, като принц Тепипит, син на крал Боромакот, се опитва да направи Фимай център на управление на източните провинции. Като най-слаб от петимата, принц Тепипит е първият победен и екзекутиран през 1768 г.
Първото описание на руините е направено през 1901 г. от френския географ Етиен Аймоние. Обектът е поставен под тайландска правителствена закрила на 27 септември 1936 г. Частично възстановяване е направено от 1964 до 1969 г. като съвместен тайландско-френски проект. Като защитен исторически парк Фимай той е открит от принцеса Маха Чакри Сириндхорн на 12 април 1989 г.
Фимай е построен на естествено сигурно място, където река Мун прави рязък завой на юг и се отваря каналът Чакрай. Теренът е леко извисен и е заобиколен от вода от три страни, като осигурява достатъчно място за храм и за селище. Източно от града е създаден барай „Sa Pleng“ (изкуствен воден басейн).
Целият район е с изложение на юг-югоизток. Влизането в града е ставало през главната южна порта, наречена „Порта на победата“, която е възстановена от Отдел за изящни изкуства на Тайланд. Та е с височина да може да се преминава от ездач на слон. Другите градски порти са разположени в северната и западната част на градската стена, която затваря правоъгълна площ с дължина 1033 метра и ширина 565 метра. Градските стени и портите са създадени по времето на крал Джаяварман VII.
Храмовата част на историческия парк Фимай, подобно на този на Ангкор Ват, е концентричен: вътрешната зона е правоъгълник с размери 83 метра × 74 метра, леко изместена на север от центъра на външната зона, която е с размери 274 х 220 метра. Пред градската стена е построен ров захранван от река Мун, като и четири езера към ъглите във вътрешната зона. Счита се, че целият комплекс е модел на Вселената: няколко планински вериги и океани заобикалят центъра на света – олицетворяван от връх Меру.
Поради местоположението на храма дълбоко в североизточната част на Тайланд, която някога е била управлявана от кхмери, архитектурата му и художествените декорации са силно повлияни от кхмерската култура. Подобен по външен вид и дизайн на Ангкор, той също има същата функция за почитане на боговете в индуистката религия и е бил важен будистки духовен обект. Въпреки това някои от артефактите в храма показват, че са се практикували и духовни практики, различни от будизма, и той е бил важен религиозен център и на анимистите, на будистите и на индусите.
Всяка отделна сграда има свои особености или функции. Кхмерите изграждат сградите от тухли, пясъчник и латерит. „Prang Brahmadat“ е построен от блокове латерит, които образуват квадрат. „Prang Hin Daeng“, което в превод означава „Червена каменна кула“, също е квадрат изграден от червен пясъчник. Главното светилище с дължина почти 32 метра е изградено от бял пясъчник.
Днес историческият парк Фимай е известна туристическа атракция с време за посещение 8.00 – 18.00 часа. Към него има изграден исторически музей.
- Схема на Исторически парк Фимай
- Основното светилище
- Мостът Нага към Южната порта